# Предраг Пашич
Предраг Пашич (босн. Predrag Pašić, нар. 10 жовтня 1958, Сараєво) — югославський футболіст, що грав на позиції півзахисника.
Виступав, зокрема, за клуби «Сараєво» та «Штутгарт», а також національну збірну Югославії.

## Клубна кар'єра
У дорослому футболі дебютував 1975 року виступами за команду «Сараєво», в якій провів десять сезонів, взявши участь у 203 матчах чемпіонату, в яких забив 44 голи. Більшість часу, проведеного у складі «Сараєва», був основним гравцем команди і допоміг команді стати віце-чемпіоном Югославії у 1980 року, дістатись фіналу кубка Югославії в 1983 році та виграти титул чемпіона Югославії у 1985 році.
1985 року перейшов до західнонімецького клубу «Штутгарт», за який відіграв 2 сезони. 5 жовтня 1985 року він дебютував у Бундеслізі в домашній грі проти дюссельдорфської «Фортуни» (5:0). У 1986 році зіграв у фіналі Кубка ФРН проти мюнхенської «Баварії» (2:5). Граючи у складі «Штутгарта» також здебільшого виходив на поле в основному складі команди і загалом у Бундеслізі він провів 46 матчів, забивши 7 голів.
Завершив кар'єру футболіста виступами за аматорську німецьку команду «Мюнхен 1860» у 1988 році, що грала у Баєрнлізі, тодішньому третьому дивізіоні країни. Після закінчення ігрової кар'єри він був директором юнацької футбольної школи «Бубамара» в Сараєво.

## Виступи за збірну
Залучався до складу олімпійської збірної Югославії, з якою 1979 року виграв домашні Середземноморські ігри.
25 березня 1981 року дебютував в офіційних матчах у складі національної збірної Югославії в товариській грі проти Болгарії (2:1).
Наступного року у складі збірної був учасником чемпіонату світу 1982 року в Іспанії, але на поле на тому турнірі не виходив.
Востаннє зіграв у збірній 27 березня 1985 року в грі відбору на чемпіонат світу 1986 року проти збірної Люксембургу (1:0) у Зениці. Загалом протягом кар'єри у національній команді, яка тривала 5 років, провів у її формі 10 матчів, забивши 1 гол.

## Титули і досягнення
- Чемпіон Югославії (1):

«Сараєво»: 1984/85
Збірні
- Переможець Середземноморських ігор: 1979